# الکسلبن (ایلم-کرایس)
الکسلبن (ایلم-کرایس) (به آلمانی: Elxleben) یک شهر در آلمان است که در ایلم-کرایس واقع شده‌است. الکسلبن ۵۹۹ نفر جمعیت دارد.